# Eurya obtusifolia
Eurya obtusifolia är en tvåhjärtbladig växtart som beskrevs av Ho Tseng Chang. Eurya obtusifolia ingår i släktet Eurya och familjen Pentaphylacaceae.

## Underarter
Arten delas in i följande underarter:
- E. o. aurea
- E. o. stylosa